# Slaget vid Ubagall

Slaget vid Ubagall var ett slag under 25-årskriget mot Ryssland, vilket stod den 16 mars 1571 mellan svenska och ryska trupper. En svensk styrka under Karl Henriksson Horns ledning överraskade livländaren Tiesenhusens styrka, som förintades fullständigt. 
I augusti 1570 anföll ryska trupper under den danske hertigen Magnus, som tjänstgjorde för tsar Ivan IV, staden Reval med 25 000 man. Anfallet misslyckades och någon hjälp från den danska flottan fick de inte. När svenskarna i Reval i februari 1571 erhöll ett brev med uppgifter om att Sverige och Danmark slutit fred gjorde de ett framgångsrikt utfall. Hertig Magnus brände den 16 mars sitt läger och marscherade iväg. Samtidigt bröt Tiesenhusen belägringen av Weissenstein. Karl Horn gjorde ett utfall och överraskade med 300 man Tiesenhusens styrka vid byn Ubagall utanför Weissenstein. Tiesenhusen förlorade hela sin styrka och merparten av sitt byte.